# Seeliger (Mondkrater)
Seeliger ist ein kleiner, schüsselförmiger Einschlagkrater auf der Mondvorderseite am Rande des Sinus Medii, östlich des Kraters Réaumur und nordwestlich von Horrocks.
Südlich von Seeliger verläuft die Rima Réaumur in nordwestlicher Richtung.
| Buchstabe | Position         | Durchmesser | Link |
| --------- | ---------------- | ----------- | ---- |
| A         | 1,9° S, 3,02° O  | 4 km        |      |
| S         | 2,16° S, 2,07° O | 3 km        |      |
| T         | 2,22° S, 4,28° O | 4 km        |      |

Der Krater wurde 1935 von der IAU nach dem deutschen Astronomen Hugo von Seeliger offiziell benannt.